# ピュロス3世
ピュロス3世 (英語: Pyrrhus III)はエピロス王。プトレマイオス王の息子で、アレクサンドロス2世の孫である。彼は紀元前235年に即位した。
ピュロス3世は暗殺され、その後は彼の従姉妹デイダメイア2世 (ピュロス2世の娘) がピュロスの血統の最後の王位を継いだ。彼の死によって、エピロス王家の男系の血統は断絶した。